# Ulica Tadeusza Kościuszki w Olsztynie
Ulica Kościuszki w Olsztynie – jedna z czterech ulic umożliwiających dojazd do Dworca Głównego PKP na osiedlu Kętrzyńskiego. Zaczyna swój bieg od placu Konstytucji 3 Maja, czyli skrzyżowania z ulicami Dworcową, Partyzantów i Lubelską do skrzyżowania z aleją Niepodległości.
Za czasów Prus Wschodnich ulica nosiła nazwę Roon-Straße.

## Dane ulicy
Ulica ma jeden pas w każdym kierunku (oprócz dwóch pasów na odcinku od skrzyżowania z aleją Piłsudskiego do ul. Żołnierskiej).
Wzdłuż ulicy Kościuszki, znajdują się następujące sygnalizacje świetlne:
- skrzyżowanie z ulicą Kętrzyńskiego
- skrzyżowanie z ulicą Kołobrzeską
- skrzyżowanie z ulicą Adama Mickiewicza
- skrzyżowanie z aleją Piłsudskiego
- skrzyżowanie z ulicą Reja
- skrzyżowanie z ulicą Żołnierską
- skrzyżowanie z aleją Niepodległości

Przejścia dla pieszych znajdują się przy:
- ulicy Jasnej i placu Konstytucji 3 Maja
- C.H. „Manhattan” i Filharmonii
- skrzyżowaniu z ulicą Mickiewicza
- skrzyżowaniu z ulicą Plater

## Obiekty
Przy ulicy Kościuszki znajdują się m.in.:
- Urząd Statystyczny
- Filharmonia
- Państwowa Szkoła Muzyczna I i II stopnia
- Szkoła Podstawowa nr 2 im. Jarosława Dąbrowskiego
- C.H. Manhattan
- Hotel Warmiński
- Szkolne Schronisko Młodzieżowe
- Poradnia Psychologiczno-Pedagogiczna Nr 3

## Komunikacja
Ulicą Kościuszki biegną trasy 5 linii autobusowych. Są to linie numer: 107, 109, 111, 116 i 120. Od 2015 r. przejeżdżają tędy także tramwaje linii 1, 2 i 3.